# Seck
Seck település Németországban, Rajna-vidék-Pfalz tartományban. Lakosainak száma 1160 fő (2023. december 31.).

## Népesség
A település népességének változása:
| Lakosok száma | 1008 | 1269 | 1165 | 1152 | 1161 | 1199 | 1160 |
|               | 1975 | 2010 | 2017 | 2019 | 2021 | 2022 | 2023 |